# 切氏紅點鮭
切氏紅點鮭，為輻鰭魚綱鮭形目鮭科的其中一種，為溫帶淡水魚，分布於俄羅斯大丘科奇亞河及Indigirka河流域，體長可達75公分，棲息在底中層水域，生活習性不明。